# 杨氏飞虱属
杨氏飞虱属（学名：Yangsinolacme）为稻虱科的一个属。

## 下属物种
本属包括以下物种：
- 淡棕杨氏飞虱 Yangsinolacme terrea (Yang, 1989)